# Günther Tabor
Günther Tabor (* 30. August 1925 in Langenwang; † 26. Oktober 2002 in Berlin) war ein österreichischer Schauspieler und Regisseur.

## Leben

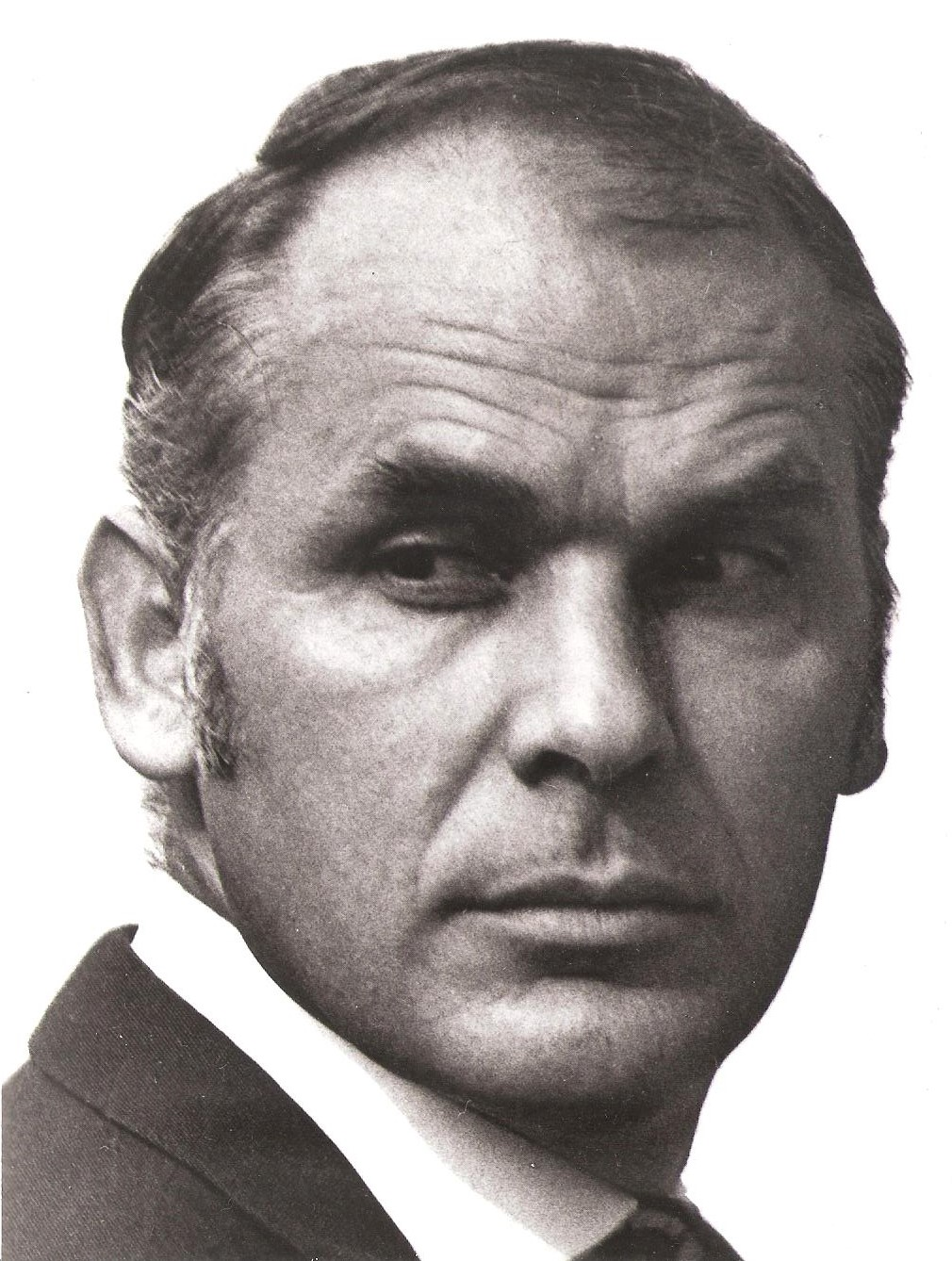
Günther Tabor

Günther Tabor schloss nach seinem Militärdienst als Flieger und anschließender sowjetischer Gefangenschaft ab 1945 parallel zu einem Studium der Philosophie und Psychologie ein Schauspielstudium ab. Er arbeitete erst als Kabarettist und Autor unter anderem für das Wiener Kabarett Der Spiegel. Danach wurde er ans Volkstheater unter Paul Barnay als Schauspieler und Regie-Assistent engagiert. An dieser Bühne konnte er sich auch in ersten großen Rollen als romantischer jugendlicher Held zeigen. Bald folgten dann z. B. der Tasso in Luzern, der Romeo in Baden-Baden und Richard III in Frankfurt sowie am Wiener Theater in der Josefstadt u. a. der Wurm, Franz Moor, Antipholus und Zawisch. In Gastspielen war Günther Tabor in Hannover, Nürnberg und Frankfurt als Clavigo, Don Carlos oder Lenin zu sehen.
Erwin Piscator verpflichtete ihn 1959 nach Essen, wo er unter Piscators Regie u. a. den Orin in Trauer muß Elektra tragen und 1960 unter der Regie von Jean-Louis Barrault den Christoph Columbus spielte. Mit Piscator wechselte Tabor nach Berlin und gab 1963 in der Uraufführung von Rolf Hochhuths Der Stellvertreter  den Pater Ricardo, ferner anlässlich der Eröffnung des neuen Hauses der Freien Volksbühne (im damaligen West-Berlin) den Saint Just. Neben seiner Schauspieltätigkeit arbeitete Tabor schon früh auch als Regisseur. Er inszenierte von Shakespeare und Goethe über Brecht, Horvath, Nestroy, Schnitzler u. a. bis zu Gegenwartsautoren mehr als hundert Stücke im In- und Ausland, von denen er viele auch bearbeitete. Von 1980 bis 1985 übernahm er die Schauspieldirektion der Kieler Bühnen und bewies dort durch seine Inszenierung von Hochhuths Stellvertreter die ungebrochene Aktualität dieses Stückes; er nahm sich auch der Uraufführung von Hochhuths Judith an.
Neben der Mitwirkung an vielen Hörspielproduktionen war Günther Tabor auch in etlichen Fernsehproduktionen zu sehen, beispielsweise im Edgar-Wallace-Krimi Der Mann mit dem Glasauge, in der Komödie Car-napping oder im Straßenfeger Die Gentlemen bitten zur Kasse sowie in TV-Serien wie Liebling Kreuzberg, Derrick oder Der Alte. 
Zuletzt trat er 1995 im Berliner Renaissance-Theater auf.
Günther Tabor war mit der Schauspielerin Christine Prober verheiratet. Das Paar hat drei Söhne. Seine Grabstätte befindet sich auf dem Waldfriedhof Zehlendorf. 

## Filmografie (Auswahl)
- 1949: Vom Mädchen zur Frau
- 1950: Großstadtnacht
- 1966: Hafenpolizei – Taschendiebe

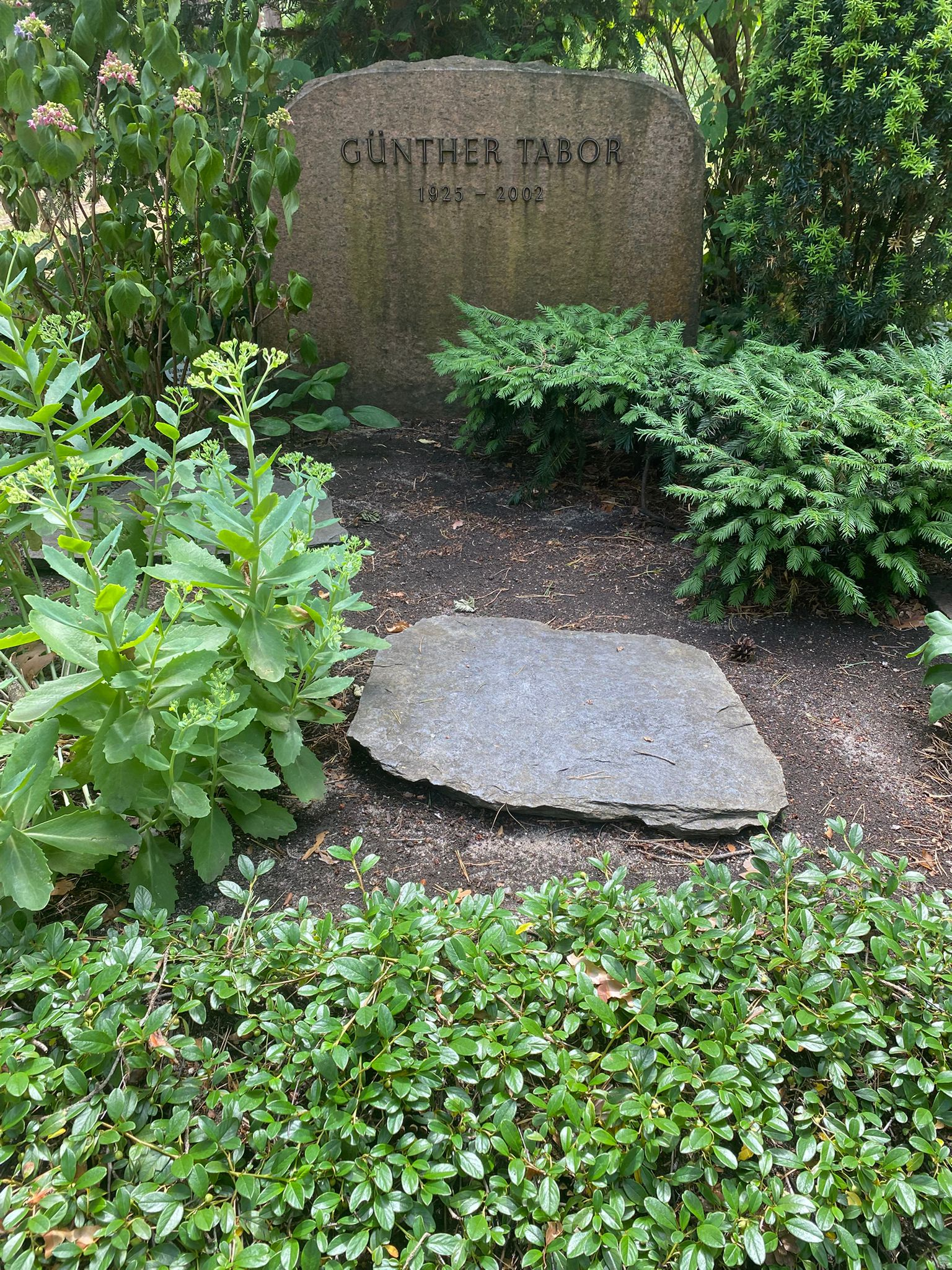
Grabstätte auf dem Waldfriedhof Zehlendorf

- 1966: Die Gentlemen bitten zur Kasse
- 1969: Der Mann mit dem Glasauge
- 1969: Der spanische Bürgerkrieg
- 1971: Die sich Christen nennen
- 1977: Der Alte – Verena und Annabella (Serie)
- 1980: Car-napping – bestellt – geklaut – geliefert
- 1981: Es geht seinen Gang oder Mühen in unserer Ebene
- 1983: Das Wagnis des Arnold Janssen

## Hörspiele (Auswahl)
- 1956: Rembrandt, zwei Teile; Regie: Otto Kurth, mit Alfred Schieske, Elfriede Rückert, WDR.
- 1956: Macht; Regie: Kurt Meister, mit Hilde Weissner, Hans Quest, WDR.
- 1956: Götter; Regie: Kurt Meister, mit Hilde Weissner, Hans Quest, WDR.
- 1957: Die Stunde des Lorenzo da Ponte; Regie: Walther Harth, mit Gerd Keller, Wilhelm Kürten, HR.
- 1958: Der Major von Köpenick; Regie: Friedhelm Ortmann, mit Elfriede Irrall, Werner Kreindl, WDR.
- 1959: Das Haus auf dem Hügel; Regie: Edward Rothe, mit Franz Felix, Gusti Wolf, WDR.
- 1959: Kleiner Bahnhof im Nebel; Regie: Otto Kurth, mit Wera Petersohn, Karl Meixner, WDR.
- 1960: Die Brüder aus Mazedonien; Regie: Otto Kurth, mit Harry Grüneke, Lis Verhoeven, WDR.
- 1960: Der Prozeß; Regie: Friedhelm Ortmann, mit Charles Wirths, Klaus Höhne, SDR.
- 1960: Charles de Foucauld: Mönch in der Wüste; Regie: Gert Westphal, mit Wolfgang Wahl, Edwin Dorner, WDR.
- 1960: Mensch aus Staub und Asche; Regie: Friedhelm Ortmann, mit Gertrud Kückelmann, Elisabeth Opitz, WDR.
- 1960: Novalis; Regie: Friedhelm Ortmann, mit Gustl Halenke, Friedrich W. Bauschulte, WDR.
- 1961: Die Orestie; Regie: Friedhelm Ortmann, mit Gustl Halenke, Brigitte Horney, WDR.
- 1961: Franz von Assisi. Der Spielmann; Regie: Otto Kurth, mit Walter Richter, Bernhard Minetti, WDR.
- 1961: Eine neue Welt; Regie: Horst Loebe, mit Brigitte Bergen, Kurt Lieck, RB.
- 1961: Das Verhör; Regie: Hans Quest, mit Gisela Mattishent, Ida Ehre, WDR.
- 1962: Die Kartothek; Regie: Horst Loebe, mit Ehmi Bessel, Werner Hinz, RB.
- 1962: Julius Cäsar (als Marc Anton); Regie: Friedhelm Ortmann, mit Willy Birgel, Thomas Holtzmann, WDR.
- 1963: Der Stellvertreter; Regie: Erwin Piscator, mit Maria Becker, Dieter Borsche, HR.
- 1963: Gelassen stieg die Nacht an Land; Regie: Heinz Wilhelm Schwarz, mit Volker Lechtenbrink, Max Noack, WDR.
- 1964: Jeanette – Reportage einer Liebe; Regie: Heinz Wilhelm Schwarz, mit Gertrud Kückelmann, Erla Prollius, WDR.
- 1964: Das unsichtbare Gepäck; Regie: Heinz Wilhelm Schwarz, mit Otto Rouvel, Elfriede Rückert, WDR.
- 1965: Jemand hat geklingelt; Regie: Friedhelm Ortmann, mit Hanns Ernst Jäger, Wilhelm Borchert, RIAS.
- 1966: Die Befristeten; Regie: Raoul Wolfgang Schnell, mit Hans Caninenberg, Paul Hoffmann, WDR.
- 1966: Im Labyrinth der Treue; Regie: Otto Düben, mit Gisela May, Volker Lechtenbrink, WDR.
- 1967: Papiervögelchen; Regie: Curt Goetz-Pflug, mit Ruth Hausmeister, Mathias Einert, SFB.
- 1968: Renz oder Eine Männerwelt; Regie: Friedhelm von Petersson, mit Norbert Langer, Wolfgang Spier, SFB.
- 1968: Noch 2 Aquarelle bis zum Ersten; Regie: Ulrich Lauterbach, mit P. Walter Jacob, Rita Mosch, SR.
- 1970: Gernot T.; Regie: Friedhelm Ortmann, mit Norbert Kappen, Marion Schweizer, WDR.
- 1988: Das Ende der Träume; Regie: Bärbel Jarchow-Frey, mit Holger Madin, Max Volkert Martens, RIAS.